# H.R.H. The Prince of Wales Viewing the Grand Military Review on the Plains of Abraham, Quebec
H.R.H. The Prince of Wales Viewing the Grand Military Review on the Plains of Abraham, Quebec è un cortometraggio muto del 1908. Il nome del regista non viene riportato nei credit del film, un documentario girato in occasione della visita del Principe di Galles in Canada.

## Produzione
Il film fu prodotto dalla Vitagraph Company of America.

## Distribuzione
Distribuito dalla Vitagraph Company of America, il documentario uscì nelle sale statunitensi nel 1908.